# SN 2010lu
SN 2010lu – supernowa odkryta 8 grudnia 2010 roku w galaktyce A090600+2920. W momencie odkrycia miała maksymalną jasność 16,80m.